# Apotolamprus nanoides
Apotolamprus nanoides är en skalbaggsart som beskrevs av Renaud Maurice Adrien Paulian 1976. Apotolamprus nanoides ingår i släktet Apotolamprus och familjen bladhorningar. Inga underarter finns listade i Catalogue of Life.